# Lula 3D
Lula 3D è il terzo capitolo della serie tedesca di avventure grafiche dedicata alla figura di Lula, prodotto, sviluppato e pubblicato nel 2005 dalla CDV Software Entertainment per sistemi Microsoft Windows; è il primo della serie a non essere distribuito dalla Take Two Interactive e a portare il nome della protagonista come titolo anche in lingua originale.

## Trama
Gli eventi del gioco si ambientano almeno 6 anni dopo quelli del primo capitolo della serie.
Lula è la produttrice e regista di un nuovo impero pornografico chiamato Lula Movie Production e insieme al fidato Brian lo porta avanti con dedizione e amore verso i propri dipendenti; durante la giornata di riprese del suo ultimo film scopre che le tre gemelle protagoniste sono state rapite da loschi individui incappucciati mentre tutti erano impegnati sul set. Le indagini per riportare a casa le tre sfortunate ragazze inizieranno proprio da dove tutto ebbe inizio anche per la nostra protagonista: fra i locali malfamati di San Francisco.

## Modalità di Gioco
A differenza dei due capitoli precedenti caratterizzati da una modalità di gioco tipicamente gestionale punta-e-clicca, qui possiamo esplorare liberamente muovendo il personaggio 3D di Lula all'interno della mappa di gioco, con una visuale in terza persona a telecamera fissa alle spalle.
È possibile muovere il personaggio sfruttando i tasti WASD della tastiera mentre per girare lo sguardo è necessario l'utilizzo del mouse, era possibile incappare nel crash completo se si tentava di eseguire il tutto molto velocemente. La soluzione a molti puzzle ed enigmi ambientali del gioco hanno un tema di risoluzione abbastanza strano: a volte Lula sfrutterà le sue grazie invece di oggetti più idonei, col solo scopo di inserire del fanservice gratuito nella scena.
È possibile terminare il gioco in 10 minuti lasciando le indagini in mano alla polizia: il caso verrà archiviato subito e le gemelle date per morte, per la frustrazione causata Lula scaglierà il cellulare verso il giocatore.

## Sviluppo e distribuzione
Il titolo si suppone sia stato rilasciato incompleto poiché molte delle animazioni risultano raffazzonate o mal gestite: il più delle volte Lula si ritroverà del tutto nuda senza un particolare motivo, dei personaggi maschili perderanno i capelli o l'intero ambiente circostante risulterà privo di dettagli.
Esattamente come per i capitoli precedenti, il gioco è stato sviluppato per far fronte alla mancanza di titoli per adulti dopo la censura della serie di Leisure Suit Larry in Germania; inizialmente doveva avere un doppiaggio unicamente in tedesco ma si è infine optato per utilizzare la lingua Inglese per il rilascio internazionale. Sia per i dialoghi che per le scene di sesso è stata utilizzata la Motion Capture, sfortunatamente i modelli 3D non erano stati correttamente adattati allo scopo finendo per risultare particolarmente grotteschi e ai limiti del glitch grafico; venne utilizzata anche per la fisica dei seni e sulla confezione l'idea veniva sponsorizzata con il nome di "Bouncin' Boobs Technology".
Il gioco venne distribuito in Italia da Win Magazine Giochi in allegato al numero di Aprile 2006 in lingua originale con una conversione manuale dei dialoghi integrata, questa però aveva effetto solo per i dialoghi in gioco mentre per i video tutto rimarrà invariato, non essendo presente alcun sottotitolo a schermo.

## Accoglienza
Lula 3D detiene un punteggio aggregato di 28/100 su Metacritic, indicando "recensioni generalmente sfavorevoli". I critici hanno stroncato il gioco per i suoi problemi tecnici e l'umorismo piatto, e hanno anche considerato la sua "Bouncin' Boobs Technology" come irrealistica e infantile per un gioco che si autoconsideri maturo.
Nel 2013, Polygon ha considerato il titolo un "porno di bassa leva" e una prova della poca rilevanza data ai videogiochi per adulti nell'industria videoludica del mainstream internazionale. Nel 2017, GamesRadar + ha classificato Lula 3D come il 44° peggior gioco di tutti i tempi, descrivendolo come un "Leisure Suit Larry senza alcuna inibizione di sorta: Larry solitamente non riesce a portare mai una ragazza a letto se non per salvargli la vita, Lula di contro è un'attrice pornografica, quindi le sue avventure sono semplicemente rilegate in camera da letto. Per tanto i livelli di nudità della protagonista sono altissimi ma la mancanza di divertimento è paragonabile solo a quella di vestiti rispettabili".
Jolt Online Gaming afferma che il gioco ha commesso "ogni errore che può essere fatto dai progettisti di un'avventura 3D", criticandone i controlli e la fotocamera mal implementata, un gameplay semplicemente noioso che coinvolge "andarsene in giro ad ascoltare le descrizioni terribilmente espresse e tradotte di Lula su tutto ciò che ti circonda, mentre colleziona tutto ciò su cui puoi mettere le mani" [...] "senza contare i doppiatori la cui qualità è paragonabile a quella di un operatore di sesso telefonico". Jolt conclude con "se ti piacciono i buoni giochi, Lula 3D non fa per te. Se ti piace l'umorismo sessuale, Lula 3D non fa per te. Ma se invece non hai problemi a vedere questi personaggi 3D terribilmente ammaccati, allora devi farti vedere dal centro psichiatrico più vicino".